# San Francisco 49ers 1981
La stagione 1981 dei San Francisco 49ers è stata la 32ª della franchigia nella National Football League, coronata dalla prima vittoria del Super Bowl. Guidata dall'allenatore Bill Walsh, la squadra vinse il primo di cinque titoli nell'arco di tredici anni.
Il quarterback Joe Montana iniziò la stagione 1981 come il titolare di San Francisco. Il momento che impresse il suo marchio nella stagione fu durante la finale della NFC contro i Dallas Cowboys, nell'azione divenuta nota come "The Catch", un passaggio da touchdown dell'ultimo minuto da Montana a Dwight Clark che diede la vittoria sui Cowboys e la prima qualificazione al football della storia dei Niners. Inoltre, quella sfida segnò il passaggio di consegne tra Dallas, che aveva dominato la conference per tutto il decennio precedente, a San Francisco, che l'avrebbe dominata negli anni ottanta.

## Scelte nel Draft 1981
Un punto di svolta per la franchigia fu la scelta della safety Ronnie Lott dalla University of Southern California. Lott sarebbe stato indotto nella Pro Football Hall of Fame.
| Giro | Scelta | Giocatore          | Ruolo            | College                        |
| ---- | ------ | ------------------ | ---------------- | ------------------------------ |
| 1    | 8      | Ronnie Lott        | Defensive Back   | USC                            |
| 2    | 36     | John Harty         | Defensive Tackle | University of Iowa             |
| 2    | 40     | Eric Wright        | Defensive Back   | University of Missouri         |
| 3    | 65     | Carlton Williamson | Defensive Back   | University of Pittsburgh       |
| 5    | 121    | Lynn Thomas        | Defensive Back   | University of Pittsburgh       |
| 5    | 122    | Arrington Jones    | Running Back     | Winston-Salem State University |
| 6    | 147    | Pete Kugler        | Defensive Tackle | Penn State                     |
| 8    | 203    | Garry White        | Running Back     | University of Minnesota        |
| 11   | 286    | Ron DeBose         | Tight End        | UCLA                           |
| 12   | 313    | Major Ogilvie      | Running Back     | Università dell'Alabama        |
| 12   | 322    | Joe Adams          | Quarterback      | Tennessee State University     |

## Partite

### Stagione regolare
| Turno | Data       | Avversario             | Risultato | Punteggio | Record | Pubblico |
| ----- | ---------- | ---------------------- | --------- | --------- | ------ | -------- |
| 1     | 6/9/1981   | at Detroit Lions       | S         | 17–24     | 0-1    | 63,710   |
| 2     | 13/9/1981  | Chicago Bears          | V         | 28–17     | 1-1    | 49,520   |
| 3     | 20/9/1981  | at Atlanta Falcons     | S         | 17–34     | 1-2    | 56,653   |
| 4     | 27/9/1981  | New Orleans Saints     | V         | 21–14     | 2-2    | 44,433   |
| 5     | 4/10/1981  | at Washington Redskins | V         | 30–17     | 3-2    | 51,843   |
| 6     | 11/10/1981 | Dallas Cowboys         | V         | 45–14     | 4-2    | 57,574   |
| 7     | 18/10/1981 | at Green Bay Packers   | V         | 13–3      | 5-2    | 50,171   |
| 8     | 25/10/1981 | Los Angeles Rams       | V         | 20–17     | 6-2    | 59,190   |
| 9     | 1/11/1981  | at Pittsburgh Steelers | V         | 17–14     | 7-2    | 52,878   |
| 10    | 8/11/1981  | Atlanta Falcons        | V         | 17–14     | 8-2    | 59,127   |
| 11    | 15/11/1981 | Cleveland Browns       | S         | 12–15     | 8-3    | 52,455   |
| 12    | 22/11/1981 | at Los Angeles Rams    | V         | 33–31     | 9-3    | 63,456   |
| 13    | 29/11/1981 | New York Giants        | V         | 17–10     | 10-3   | 57,186   |
| 14    | 6/12/1981  | at Cincinnati Bengals  | V         | 21–3      | 11-3   | 56,796   |
| 15    | 13/12/1981 | Houston Oilers         | V         | 28–6      | 12-3   | 55,707   |
| 16    | 20/12/1981 | at New Orleans Saints  | V         | 21–17     | 13-3   | 43,639   |

### Playoff

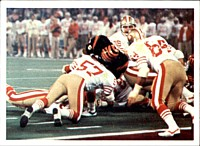
I 49ers contro i Bengals nel Super Bowl XVI

| Turno            | Data      | Avversario             | Risultato |
| ---------------- | --------- | ---------------------- | --------- |
| Divisional       | 3/1/1982  | at New York Giants     | V 38-24   |
| NFC Championship | 10/1/1982 | at Dallas Cowboys      | V 28-27   |
| Super Bowl XVI   | 22/1/1982 | vs. Cincinnati Bengals | V 26-21   |

## Premi
- Bill Walsh

allenatore dell'anno
- Joe Montana:

MVP del Super Bowl